# Hippodrome de Beaumont
L'hippodrome de Beaumont se situe à Nort-sur-Erdre, dans le département de la Loire-Atlantique.

## Histoire
Le 28 mars 1904, la Société des Courses de Nort-sur-Erdre est officiellement créée sous l'impulsion d'Adolphe Le Gualès de Mézaubran (propriétaire du château de Lucinière et de son haras), qui en devient le premier président ; des courses de chevaux étaient déjà organisées sur des terrains loués « pour des pouliches primées au concours » depuis 1894,. Des premiers terrains sont ainsi acquis à partir 1904 pour le champ de courses et ses dépendances, représentant ainsi un domaine de 24 hectares, dont 17 pour l'hippodrome.
Son fils Adolphe Le Gualès de Mézaubran, succédera à son père à la tête de la Société de courses.
Le centre d'entraînement est mis en place en 1922. Avec ses 150 galopeurs, il devient le plus important centre public de la fédération ouest des courses hippiques.
La Société de courses fusionne avec celle d'Héric en 1980.

## Pistes
- Piste en herbe de 1 400 m, ligne droite 300 m, d'une largeur de 18 m
- le plat : 1 800 m, 2 400m m, 2 500 m et 3 200 m
- le trot : 2 400 m et 3 100 m
- le steeple : 3 500 m et 4 300 m

### Sources
- Le patrimoine des communes de la Loire-Atlantique. Volume 2, Flohic, 1999